# (2038) Bistro
Pour les articles homonymes, voir Bistro (homonymie).
(2038) Bistro est un astéroïde évoluant dans la ceinture principale, découvert le 24 novembre 1973 par l'astronome suisse Paul Wild depuis l'observatoire Zimmerwald.
Son nom se réfère au bistro, le débit de boisson ou petit restaurant.